# Emoni Bates
Emoni James-Wayne Bates (Ann Arbor, 28 gennaio 2004) è un cestista statunitense, professionista nella NBA con i Cleveland Cavaliers.

## Carriera
Dopo aver trascorso una stagione con i Memphis Tigers e una con gli Eastern Michigan Eagles, nel 2023 si dichiara per il Draft NBA, in cui viene selezionato con la quarantanovesima scelta assoluta dai Cleveland Cavaliers, che lo firmano con un two-way contract.

## Statistiche

### College
| Anno      | Squadra            | PG | PT | MP   | TC%  | 3P%  | TL%  | RP  | AP  | PRP | SP  | PP   |
| --------- | ------------------ | -- | -- | ---- | ---- | ---- | ---- | --- | --- | --- | --- | ---- |
| 2021-2022 | Memphis Tigers     | 18 | 13 | 23,4 | 38,6 | 32,9 | 64,6 | 3,3 | 1,3 | 0,6 | 0,3 | 9,7  |
| 2022-2023 | E. Michigan Eagles | 30 | 29 | 33,8 | 40,5 | 33,0 | 78,2 | 5,8 | 1,4 | 0,7 | 0,5 | 19,2 |
| Carriera  | Carriera           | 48 | 42 | 29,9 | 40,0 | 33,0 | 74,9 | 4,8 | 1,4 | 0,7 | 0,5 | 15,6 |

### NBA

#### Regular Season
| Anno      | Squadra             | PG | PT | MP  | TC%  | 3P%  | TL%  | RP  | AP  | PRP | SP  | PP  |
| --------- | ------------------- | -- | -- | --- | ---- | ---- | ---- | --- | --- | --- | --- | --- |
| 2023-2024 | Cleveland Cavaliers | 15 | 0  | 8,9 | 30,6 | 30,3 | 25,0 | 0,9 | 0,7 | 0,1 | 0,1 | 2,7 |
| 2024-2025 | Cleveland Cavaliers | 10 | 0  | 7,5 | 34,2 | 36,7 | -    | 0,7 | 0,8 | 0,1 | 0,1 | 3,7 |
| Carriera  | Carriera            | 25 | 0  | 8,3 | 32,2 | 33,3 | 25,0 | 0,8 | 0,7 | 0,1 | 0,1 | 3,1 |

### G League
| Anno      | Squadra          | PG | PT | MP   | TC%  | 3P%  | TL%  | RP  | AP  | PRP | SP  | PP   |
| --------- | ---------------- | -- | -- | ---- | ---- | ---- | ---- | --- | --- | --- | --- | ---- |
| 2023-2024 | Cleveland Charge | 27 | 27 | 34,3 | 41,4 | 37,1 | 81,4 | 5,7 | 1,9 | 1,0 | 0,7 | 21,6 |
| 2024-2025 | Cleveland Charge | 23 | 19 | 31,4 | 37,8 | 32,6 | 65,9 | 5,7 | 2,2 | 0,4 | 0,4 | 17,4 |
| Carriera  | Carriera         | 50 | 46 | 33,0 | 39,8 | 35,1 | 74,8 | 5,7 | 2,0 | 0,7 | 0,6 | 19,7 |